# Yuniesky Quezada
Yuniesky Quezada (ou Quesada) Pérez (né le 31 juillet 1984 dans la province de Villa Clara) est un grand maître cubain du jeu d'échecs. 
Il est affilié à la fédération américaine depuis juillet 2019.
Au 1er décembre 2020, il est le no 19 américain et le 277e joueur mondial avec un classement Elo de 2 593 points.
Son meilleur classement Elo était de 2 655 points en juillet 2014 (96e joueur mondial).

## Biographie et carrière
En 2008 et 2011, Quesada gagna le championnat cubain d'échecs.
Il a représenté Cuba lors des olympiades de 2004 à 2016. L'équipe de Cuba finit septième de la compétition en 2004 et 2014. Lors du Championnat du monde d'échecs par équipes 2015, Cuba finit huitième sur dix participants et Yuniesky Quesada remporta la médaille d'or individuelle au troisième échiquier avec 5,5 points marqués en huit parties.
Il est le frère de Yasser Quesada Pérez, né en 1992, également grand maître international.